# Gaugino
Gaugino (z ang., wym.: [gejdżino], l.mn. gaugina, fermion cechowania, gauge fermion) – nazwa dla cząstki, która jest partnerem supersymetrycznym któregoś z bozonów cechowania (ang. gauge boson). W związku z tym, gaugina są fermionami.
Zgodnie z nomenklaturą stosowaną w supersymetrii, nazwy partnerów bozonów tworzy się przez dodanie końcówki -ino do rdzenia nazwy cząstki.
W minimalnym supersymetrycznym modelu standardowym znanym cząstkom odpowiadają następujące gaugina:
- wino – superpartner bozonu W (według hipotezy istnieją 3 stany wina)
- bino – superpartner bozonu B
- gluino – superpartner gluonu (według hipotezy istnieje 8 stanów gluina)

Można też używać nazw fotino i zino dla superpartnerów fotonu i bozonu Z, kombinacji bina i neutralnego wina. Stanami własnymi masy są neutralina będące kombinacjami tych neutralnych gaugin i neutralnych higsin. Kombinacje naładowanych win i naładowanych higsin to chargina.